# Elisabeth Andrae
Louise Elisabeth Andrae (Leipzig, 3 d'agost de 1876 - Dresden, 14 de desembre de 1945) va ser una pintora alemanya.
Després d'estudiar amb Adolf Thamm a Dresden i amb Hans von Volkmann a Karlsruhe, va fixar la seva residència a Dresden, encara que va realitzar estades freqüents a Hiddensee. El seu quadre Sonnenflecken va ser escollit el 1906 per la Großi Berliner Kunstausstellung.
Juntament amb Clara Arnheim, Elisabeth Büchsel i altres artistes als cercles Malweiber i Hiddensoer Künstlerinnenbund, va formar part d'un grup d'artistes que exposaven normalment en la Blaue Scheune de Vitte.
També es van exhibir les seves obres a la Kunstkaten de Dresden i a Berlín. La col·lecció de la ciutat de Dresden va adquirir la seva obra Neustädter Markt. Estilísticament va pertànyer al modernisme alemany i al simbolisme. Va ser molt coneguda pels seus murals de Babilònia, Assur, Uruk o Yazılıkaya exposats al Vorderasiatisches Museum Berlin.
El seu germà, Walter Andrae, va ser director del Vorderasiatisches Museum Berlin que forma part dels Museus Estatals de Berlín.